# Палуба

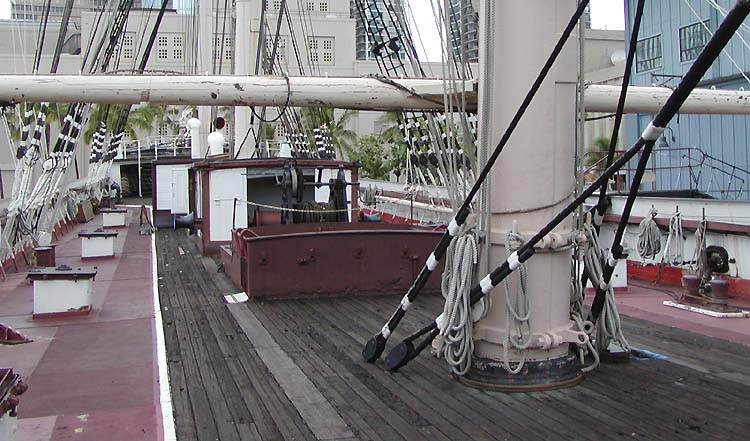
Палуба судна Falls of Clyde зроблена із заліза, посередині настил з дерев'яних дощок — типова конструкція кінця XIX ст.

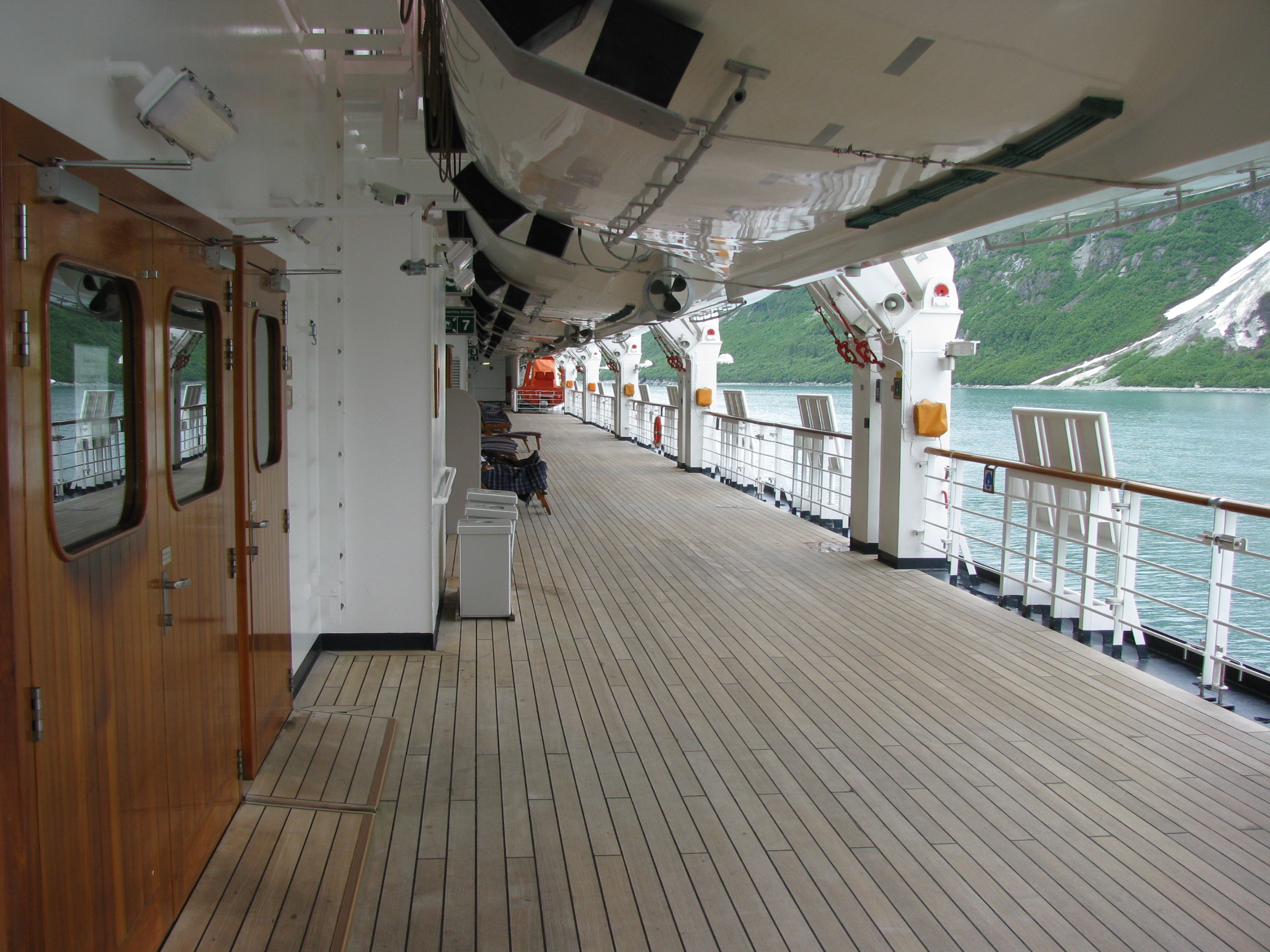
Прогулянкова палуба на круїзному судні Westerdam

Па́луба, заст. чарда́к (через тюркське посередництво від перс. čārtāq — «поміст на чотирьох стовпах») — горизонтальне перекриття в корпусі або надбудові судна (плавзасобу) у вигляді підлоги. Судно може мати декілька палуб. Перекриття надбудов й рубок теж називається палубою. Слово «палуба», як припускають, за походженням пов'язане з «луб».
На палубі розміщують палубні блоки, на бурових суднах — бурове обладнання і експлуатаційне устатковання.

## Види палуб
За розташуванням
- Верхня палуба — найвища безперервна по всій довжині корабля (судна). Служить водонепроникним перекриттям, є одним з головних елементів міцних зв'язків корпусу, забезпечує загальну міцність і поперечну жорсткість судна. На верхній палубі розміщуються надбудови, палубні механізми, озброєння тощо.
- Головна палуба — палуба, до якої доходять водонепроникні перебірки, що розділяють корпус судна на відсіки (внаслідок чого також відома як палуба перебірок). Проходить від носа до корми судна; і якщо вище неї нема іншої безперервної палуби, вона є водночас і верхньою палубою. Палуби нижче головної можуть іменуватися за номерами (зверху вниз) — «друга палуба», «третя палуба» тощо. Вище головної можуть бути розташовані безперервна верхня палуба, прогулянкова і шлюпкова палуби, містки.
- Середня палуба — одна з трьох палуб корабля, розташована між верхньою (головною) і нижньою.
- Нижня палуба — розташована під середньою палубою. Може бути кілька. Розрізняються за призначенням, наприклад, вантажна нижня палуба тощо служать для розміщення пасажирів, вантажів, обладнання.
- Навісна палуба — йде вище верхньої палуби від носа на більшій частині довжини судна, але не доходить до корми; іноді може називатися палубою видовженого або продовженого півбака; назва походить від наявного на старовинних кораблях справжнього тканинного навісу, що закривав верхню палубу в негоду.
- Палуби надбудов — палуби, що обмежують зверху надбудови в цілому і кожен її ярус. При наявності кількох ярусів надбудови палуби можуть називатися: палуба 1-го ярусу, палуба 2-го ярусу тощо знизу вгору. Призначені для розміщення житлових і службових приміщень.
- Палуби рубок — палуби, що накривають рубки.
- Спардек — палуба, що тягнеться в середній частині судна і не доходить ні до носа, ні до корми; як правило, служить для розміщення шлюпок, містків тощо.
- Шельтердек — легка навісна палуба, на військових кораблях — палуба зенітних гармат.

За призначенням
- Ангарна палуба — палуба, де на авіаносних кораблях розміщуються ангари літальних апаратів (ЛА). Розташована під польотною і галерейною (за їхньої наявності) палубами, є безперервною на більшій частині корабля. Обладнана засобами для кріплення і транспортування ЛА, ліфтами для їхнього підйому і спуску з польотної палуби, засобами технічного обслуговування ЛА.
- Батарейна палуба — закрита палуба, що служить для розміщення артилерії. Гарматні палуби вітрильних кораблів також називалися деками.
- Галерейна палуба — палуба авіаносця, розташована між ангарною і польотною палубами. На авіаносцях, побудованих до Другої світової війни, являла собою спеціальні галереї (міжпалубні містки), з яких здійснювалося обслуговування запасних літаків і авіаційного обладнання.
- Житлова палуба — палуба, на якій розташовані житлові приміщення екіпажу (команди).
- Комунальна палуба (історичне) — палуба великих кораблів (зазвичай середня) на якій розміщувалися великі прохідні приміщення, призначені для проведення зборів, зустрічей особового складу тощо.
- Палуба безпеки — нижня палуба веж плавдока, водонепроникна по всій довжині і обмежує найменше значення запасу плавучості дока.
- Палуба перегородок (непотоплюваності) — верхня палуба, по якій йдуть по всій ширині корабля (судна) поперечні водонепроникні перебірки, що ділять корпус на відсіки з метою забезпечити непотоплюваність. Палуба перегородок повинна бути міцною і непроникною у всіх умовах експлуатації, в тому числі аварійних випадках, обладнана водонепроникними закриттями і ущільненнями всіх отворів — люків, горловин, проходів трубопроводів, електрокабелів тощо.
- Польотна палуба — один з основних елементів авіаносного корабля, призначена для підготовки до вильоту, зльоту і посадки ЛА. Ділиться на злітну, посадкову і паркову (технічну позицію) ділянки. У деяких випадках вони поєднуються. Злітна ділянка може оснащуватися катапультами, газовідбивачами, трампліном, а посадкова — гальмівними тросами аерофінішера, аварійним бар'єром. Паркова ділянка служить для підготовки ЛА до вильоту, їх заправки, підвіски боєприпасів тощо. Тут розміщуються також літакопідіймачі, ліфти для подачі боєприпасів, пости забезпечення ЛА електроенергією, рідинами і газами. Частина палуби корабля, обладнана комплексами засобів, що забезпечують вертикальний зліт і посадку ЛА, називається також злітно-посадковим майданчиком корабля.
- Шлюпкова палуба, ботдек — відкрита палуба пасажирських суден, на якій розташовані суднові рятувальні шлюпки і пристрої для їхнього спуску і підйому (шлюпбалки). Залежно від розмірів і призначення судна шплюпкова палуба може бути верхньою палубою або палубою надбудови.
- На пасажирських суднах також існує прогулянкова палуба.

За конструктивним типом
- Броньова палуба — палубне перекриття з настилом з броньової сталі и броньових плит. Служить для захисту життєво важливих частин корабля від ракет, авіабомб і снарядів. На кораблях, що мають броньовий захист, броньовими робляться верхня і середня (головна) палуби на рівні нижньої крайки борту броньового пояса.
- Карапасна палуба (англ. і фр. carapace — «панцир») — 1) Похила броньова палуба, продовження горизонтальної броньової палуби до форштевня і ахтерштевня за межами броньової цитаделі. Застосовувалася на великих надводних кораблях побудови кінця XIX — початку XX століття для захисту приміщень в кінцях корабля від артилерійських снарядів; 2) Похила верхня палуба, призначена для поліпшень умов перекочування хвиль через палубу, зменшення сили їхніх ударів у борт. Цей тип палуби широкого поширення не отримав, переважно застосовувався на міноносцях старої побудови і деяких вантажних кораблях для американських Великих озер.

Палуба, що розташовується нижче верхньої і йде не на всю довжину (а також і ширину) судна, називається платформою.
Залежно від числа палуб судна поділяються на одно-, дво- і багатопалубні.

## Термінологія в різних мовах
У багатьох флотах палуби мають дещо різне найменування. Нижче наведено відповідність палуб в період Першої та Другої світової воєн для деяких флотів. Палуби дані зверху вниз.
| Німеччина                | США          | Велика Британія | Росія/СРСР     |
| ------------------------ | ------------ | --------------- | -------------- |
| —                        | 06 Level     | Upper Bridge    |                |
| Admiralbrücke            | 05 Level     | Lower Bridge    |                |
| Oberes Mastdeck          | 04 Level     | Signal Deck     |                |
| Unteres Mastdeck         | 03 Level     | No. 2 Platform  |                |
| Unteres Brückendeck      | 02 Level     | Boat Deck       |                |
| Aufbaudeck               | 01 Level     | Shelter Deck    |                |
| Oberdeck                 | Main Deck    | Upper Deck      | Полубак        |
| Batteriedeck             | Second Deck  | Main Deck       | Верхняя палуба |
| Zwischendeck             | Third Deck   | Middle Deck     | Средняя палуба |
| Panzerdeck               | Fourth Deck  | Lower Deck      | Нижняя палуба  |
| Oberes Plattformdeck     | 1st Platform | Upper Platform  | Кубрик         |
| Mittleres, Plattformdeck | 2nd Platform | Lower Platform  |                |
| Unteres Plattformdeck    | 3rd Platform | —               | Платформа      |
| Stauung                  | Tank Top     | Tank Top        | Дека           |

## Сідлуватість

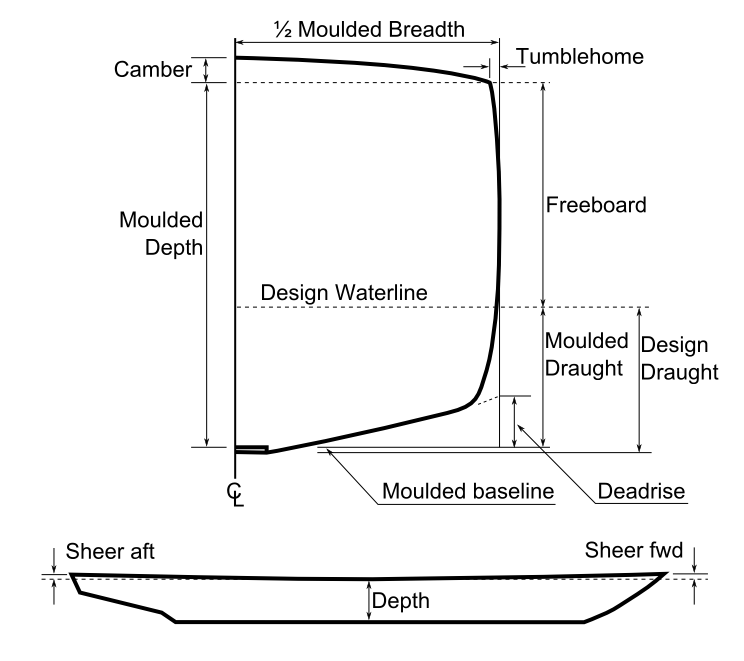
Виміри корпусу судна: sheer aft — кормова сідлуватість, sheer fwd — носова сідлуватість, camber — вигин палуби

Під сідлуватістю палуби розуміється її підйом від середини корпусу (міделя) до носа та/або корми. Сідлуватість передбачається при проектуванні корабля для підвищення його морехідних якостей. Виражається в лінійній мірі (метрах, футах), рідше в відсотках.

## Вигин
Під вигином палуби розуміється кривизна, що йде поперек судна. Служить для кращого стоку води, що потрапляє на палубу, а також для збільшення міцності бімсів.